# Quinto Arrio (pretore 73 a.C.)
Quinto Arrio (in latino Quintus Arrius; ... – 71 a.C.) è stato un politico e generale romano del I secolo a.C..

## Biografia
Eletto pretore nel 73 a.C., sconfisse un distaccamento di 20.000 uomini per sollevare un'insurrezione di schiavi sotto il comando di Crixo. Il console Lucio Gellio Publicola, sotto cui serviva Arrio, sconfisse Spartaco e Arrio assassinò Crixo.
Nel 71 a.C. andò ad amministrare la provincia di Sicilia come propretore, ma morì prima di raggiungerla.
Ebbe un figlio chiamato anche lui Quinto Arrio, che nel 59 a.C. concorse alla carica di console senza successo.